# Волхов-Северная (электрическая подстанция)
Подстанция «Волхов-Северная» — главная понижающая подстанция 110/35 кВ Волховской электропередачи, ныне ПС 330 кВ Волхов-Северная, была построена в 1926 году русским инженером Г. О. Графтио вместе с Волховской гидроэлектростанцией. Подстанция и Волховская ГЭС были связаны двумя воздушными линиями 110 кВ по 120 км каждая.
С 2013 года входит в Энергетическое кольцо Санкт-Петербурга.

## История
Главная понижающая ПС 110/35 кВ Волховской электропередачи является первенцем Ленинского плана ГОЭЛРО. До революции Санкт-Петербург снабжался электроэнергией от тепловых электростанций, принадлежащих немецкой фирме «Siemens». Инженер Г. О. Графтио предложил построить ГЭС на р. Волхов. В ответ фирма «Siemens» скупила земли вдоль берегов реки. И только после революции, по решению[значимость факта?] В. И. Ленина было начато строительство ГЭС и Подстанции.
Подстанция строилась с помощью шведских специалистов. Продумано было все до мелочей: обогреваемые распредустройства от собственной котельной, использование стеклянных крыш и окон в полу между этажами для использования дневного освещения и безопасности обслуживающего персонала, собственная регенерация трансформаторного масла, завод по ремонту трансформаторов (ТЭРЗ), завод по производству фарфоровых изоляторов. Всё это делало работу Подстанции надежной и безаварийной.
В годы строительства на Подстанции было установлено оборудование импортных фирм, таких как Metropolitan-Vickers, AEG, ASEA. Отдельные виды оборудования 110, 35 кВ работают и сейчас. На базе оборудования этой, одной из первых в стране электропередач 110 кВ, начало складываться и развиваться электросетевое предприятие — Ленинградская Высоковольтная Сеть — Ленэнерго (ЛВС).
Во время Великой Отечественной войны система продолжала работать, снабжая город электроэнергией. В эти годы пришлось покрыть крыши непрозрачным материалом — рубероидом. Были установлены системы звукового оповещения о воздушной тревоге, которые были демонтированы недавно. В послевоенные годы Подстанция подверглась реконструкции. Появились новые распредустройства: ОРУ 220 кВ, ОРУ 110 кВ, НРУ 35 кВ, НРУ 6 кВ с новейшим оборудованием для того времени. Такими как воздушные и масляные выключатели типов ВВН 220 кВ, ВВН 110 кВ, МКП-35 кВ, МГГ-229, МГГ-10, комплектные распределительные устройства — КРУ. Для работы воздушных выключателей была введена в работу компрессорная высокого давления на давление 40 атм. С начала перестройки темпы развития Подстанции заметно снизились. За это время было установлено всего шесть единиц нового оборудования, которые к настоящему времени тоже технически устарели, это элегазовые выключатели типа ВЭК-110 кВ.

## Настоящее время

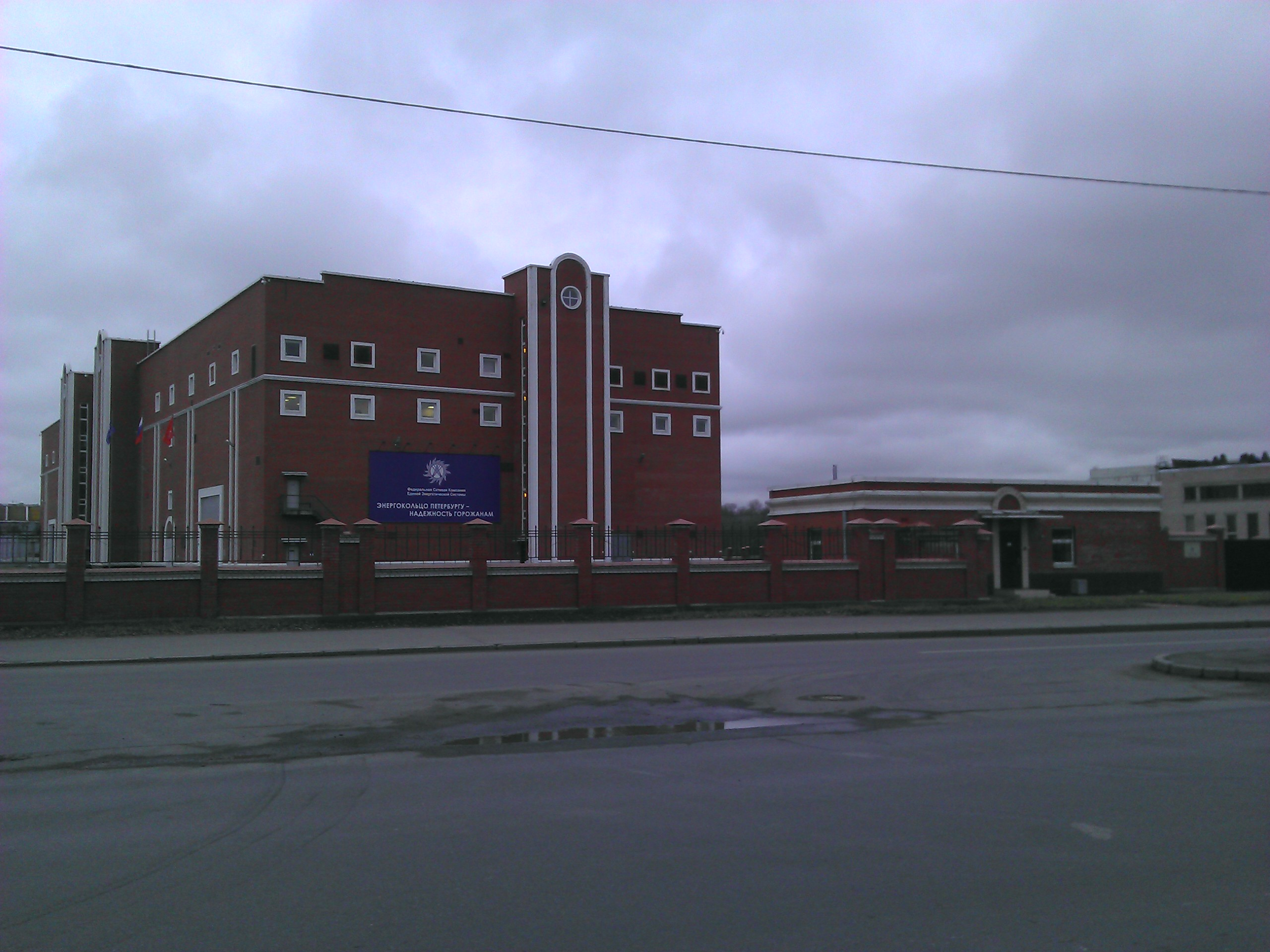
Общеподстанционный пункт управления (ОПУ) подстанции «Волхов-Северная»

С 1 декабря 2005 года Подстанция была передана в филиал ПАО «ФСК ЕЭС» — Ленинградское ПМЭС.
В настоящее время есть план глубокой реконструкции Подстанции с переводом её на напряжение 330 кВ, с заменой всего морально и физически устаревшего оборудования 6—35—110—220 кВ в течение ближайших двух лет. С 1 июля 2006 года техническое обслуживание и ремонт оборудования подстанции передано выделенному из состава предприятия Ленинградскому ПТОиР, с 30 апреля 2008 года филиалам ОАО «Главсетьсервис ЕНЭС», ОАО «Электросетьсервис ЕНЭС».
С 1 января 2010 г. техническое обслуживание и ремонт подстанции проводится силами Ленинградского ПМЭС. Это связано с тем, что ОАО «Главсетьсервис ЕНЭС» вошёл в структуру Ленинградского ПМЭС. Оперативное обслуживание и управление подстанцией осуществляется Санкт-Петербургским районом Ленинградского ПМЭС.
17 сентября 2011 г. было подано напряжение в новое распределительное устройство. После окончания масштабной реконструкции энергосетей 220-330кВ подстанция переведена на класс напряжения 330кВ. В результате реконструкции появилось здание нового ОПУ (Общеподстанционный пункт управления). Трансформаторная мощность увеличилась на 560МВА. Появилось комплектное элегазовое распределительное устройство 330кВ и 110кВ производства компании ABB.
C 2012 г. подстанция структурно относится к Правобережной группе подстанций Ленинградского предприятия магистральных электрических сетей.
Основным видом деятельности ПС 330 кВ Волхов-Северная Ленинградского предприятия МЭС является электроснабжение г. Санкт-Петербурга на напряжении 110, 35 и 6 кВ. Является частью малого энергокольца напряжением 330кВ в рамках Единой национальной электрической системы.
15 октября 2013 года на подстанции произошла авария. Около часа были перебои с электроснабжением Калининского и Выборгского районов Петербурга.
29 мая 2016 года на подстанции произошла авария. Без электричества остались около 6000 петербуржцев. Также возникли перебои в работе электротранспорта и светофоров. Электроснабжение Калининского и Выборгского районов Петербурга было полностью восстановлено через 5 часов.
29 марта 2021 на территории подстанции была открыто музейное пространство, посвященное истории здания и людям его создававшим. Проводятся бесплатные экскурсии для организованных групп.